# Médias au Togo
Les Médias au Togo comprennent la radio, la télévision et les formats en ligne et imprimés. L'Agence togolaise de presse a commencé en 1975. L'Union des journalistes indépendants du Togo a son siège à Lomé.   

## Journaux et revues
- Carrefour[1]
- Le Combat du Peuple[1]
- Le Crocodile[1]
- Forum de la Semaine[2]
- Liberté[2]
- Motion de l'information[1]
- Le Regard[1]
- Il n'y a rien à faire[1]
- Le Panafricain[3]
- Liberte
- Le Changement[4]
- Le Libéral
- La Nouvelle tribune[5]
- Le Bilan
- La Dépêche[6]
- Togo Réveil
- Waraa
- Sika'a
- L'Intelligent
- Hara Kiri Togo[7]
- R-free News[8]
- Togo regard[9]

## Radio
- Nana FM[2]
- Radio Kara[2]
- Radio Lome[2]
- Radio Togolaise[2]
- Zephyr FM[2]
- Radio communautaire des savanes[10]
- Radio courtoisie[11]
- Radio Novissi[12]
- La radio moisson finale[13]
- Radio Bark fm de Barkoissi[14]
- Radio communautaire la voix de l'Oti fm[15]
- Radio méridien fm Sokode[16]
- Radio centrale fm[17]

## Télévision
- LCF (télévision)
- Téléports TV[2]
- Télévision Togolaise[2]
- TV2[2]
- TV7[2]
- New World TV[18]
- Radio Télévision Delta Santé[19]
- Télévision Espoir 47[20]
- Une télévision
- DOSMANT TV[21]
- TV zion[22]